# Pata

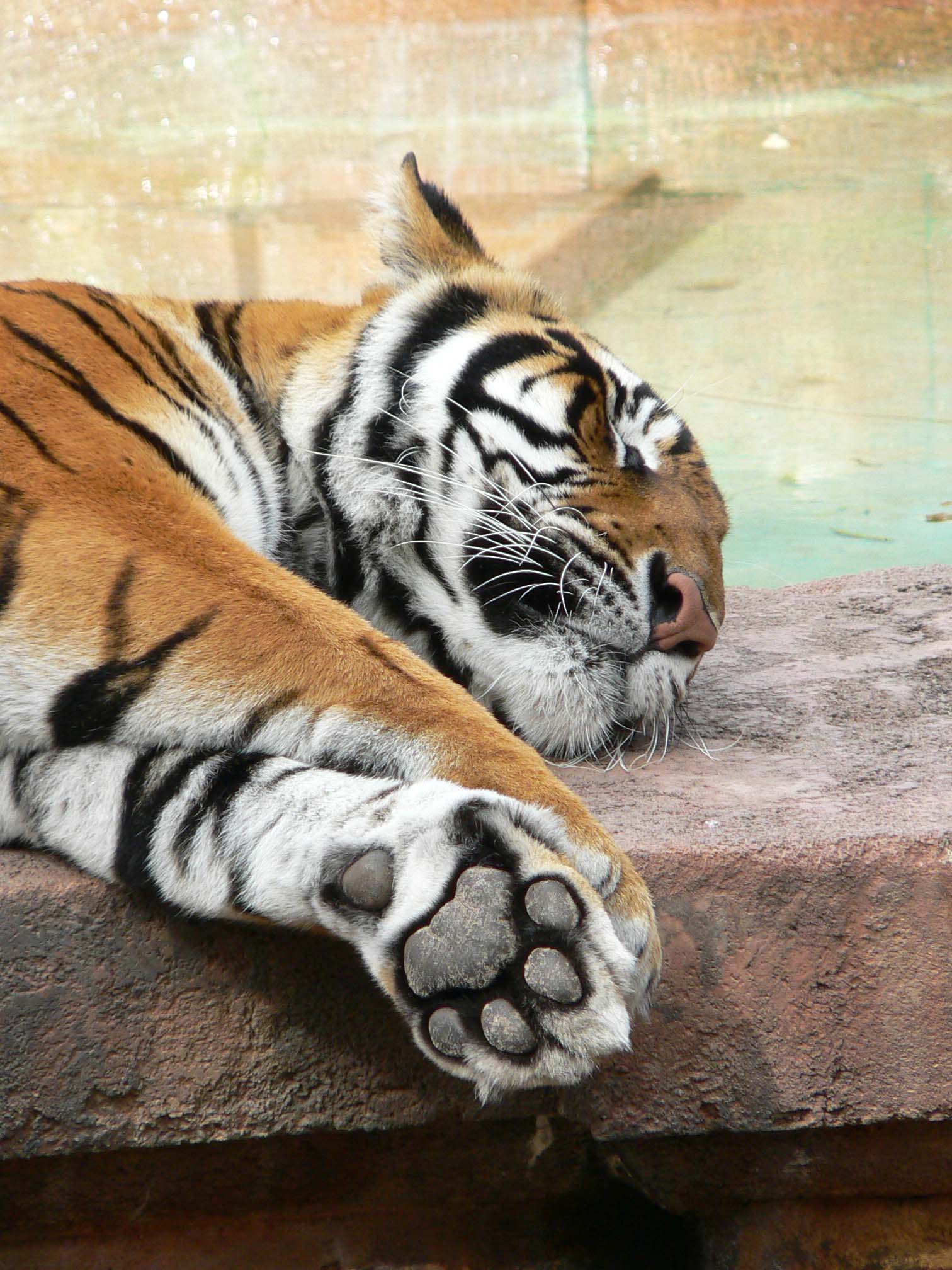
Pata de um tigre.

Na linguagem vulgar, chamam-se patas aos membros ou apêndices usados na locomoção dos animais.
- Commons